# Lijst van burgemeesters van Nistelrode
Dit is een lijst van burgemeesters van de voormalige Nederlandse gemeente Nistelrode in de provincie Noord-Brabant. In 1994 ging Nistelrode op in de nieuw gevormde gemeente Bernheze.
| Ambtsperiode | Naam burgemeester           | Partij of stroming | Bijzonderheden     |
| ------------ | --------------------------- | ------------------ | ------------------ |
| 1811         | Dirk van Lith               |                    |                    |
| 1811 - 1832  | Leendert van der Heijden    |                    |                    |
| 1832 - 1838  | Adriaan van der Heijden     |                    | zoon van Leendert  |
| 1838 - 1844  | Judocus (Joost) van Oort    |                    |                    |
| 1844 - 1880  | Adrianus van Stratum        |                    |                    |
| 1880 - 1885  | Petrus Arts                 |                    |                    |
| 1885 - 1920  | Hendrikus van der Ven       |                    |                    |
| 1920 - 1929  | Joh. Franciscus van der Ven |                    | zoon van Hendrikus |
| 1929 - 1936  | F.J.Ch. Hochstenbach        |                    |                    |
| 1936 - 1942  | Walterus (W.H.H.) van Hout  |                    |                    |
| 1942 - 1944  | Martinus van den Hurk       |                    |                    |
| 1944 - 1945  | A. Bosch                    |                    |                    |
| 1945 - 1958  | Walterus (W.H.H.) van Hout  |                    |                    |
| 1958 - 1966  | Hein (H.M.A.C.) de Wit      | KVP                |                    |
| 1967 - 1980  | Jan (J.P.M.) van Oosterhout | KVP                |                    |
| 1980 - 1988  | Romé Fasol                  | CDA                |                    |
| 1989 - 1994  | Toine Gresel                | CDA                |                    |